# 帯純也
帯 純也（おび じゅんや、1972年 - ）は、TBSテレビ制作局所属のテレビプロデューサー。

## 来歴
立命館大学卒業、早稲田大学大学院政治学研究科修士課程修了。大学卒業後にTBS入社以来、制作畑を歩む。途中ドラマ制作を経て制作局バラエティ制作センター（旧制作三部）所属。
過去には『さんまのスーパーからくりTV』『稲垣吾郎のマイフェアレディ』、木梨憲武の『お茶の水ハカセ』『中居正広の金曜日のスマたちへ』の総合演出・プロデューサーを担当。

## 過去の担当番組
- 3年B組金八先生（第5シリーズ、演出補）
- COUNT DOWN TV（ディレクター）
  - POP FILE
- USO!?ジャパン（ディレクター）
  - さんま・玉緒のお年玉あんたの夢をかなえたろかスペシャル
  - 明石家さんまつり
- オールスター感謝祭（1996年秋、1999年春フロアディレクター）
- THE CHAIR
- Goro's Bar
- ドリーム・プレス社
- バラエティーニュース キミハ・ブレイク
- Goroプレゼンツ マイ・フェア・レディ
- 科学バラエティ お茶の水ハカセ
- カミスン!
- さんまのSUPERからくりTV（総合演出→プロデューサー）
- ライブB♪（プロデューサー）
- 直撃!コロシアム!! ズバッと!TV（プロデューサー）
- 中居正広の金曜日のスマイルたちへ（チーフディレクター→プロデューサー）
- 音楽の日（制作プロデューサー→協力プロデューサー）